# The Whole Story: His Greatest Hits
A The Whole Story: His Greatest Hits Cliff Richard 2001-ben megjelent albuma.

## Dalok listája
| #   | Cím                                  | Szövegíró                                             | Hossz |
| --- | ------------------------------------ | ----------------------------------------------------- | ----- |
| 1.  | Move It                              | Ian Samwell                                           | 2:24  |
| 2.  | Living Doll                          | Lionel Bart                                           | 2:38  |
| 3.  | Travellin' Light                     | Brian Bennett, Sid Tepper                             | 2:37  |
| 4.  | Please Don't Tease                   | Peter Chester, Bruce Welch                            | 2:59  |
| 5.  | I Love You                           | Bruce Welch                                           | 2:03  |
| 6.  | The Young Ones                       | Brian Bennett, Sid Tepper                             | 3:11  |
| 7.  | It'll Be Me                          | Jack Clement                                          | 1:56  |
| 8.  | Do You Wanna Dance                   | Bobby Freeman                                         | 2:16  |
| 9.  | The Next Time                        | Buddy Kaye, Philip Springer                           | 2:57  |
| 10. | Bachelor Boy                         | Cliff Richard, Bruce Welch                            | 2:01  |
| 11. | Summer Holiday                       | Brian Bennett, Bruce Welch                            | 2:17  |
| 12. | It's All In The Game                 | Charles Gates Dawes, Carl Sigman                      | 3:12  |
| 13. | Don't Talk To Him                    | Cliff Richard, Bruce Welch                            | 2:54  |
| 14. | Constantly                           | Michael Julien, Saverio Seracini                      | 2:39  |
| 15. | On The Beach                         | Hank Marvin, Cliff Richard, Bruce Welch               | 2:33  |
| 16. | I Could Easily Fall In Love With You | Brian Bennett, Hank Marvin, John Rostill, Bruce Welch | 2:56  |
| 17. | The Minute You're Gone               | Gateley                                               | 2:21  |
| 18. | Visions                              | Paul Ferris                                           | 3:02  |
| 19. | In the Country                       | Brian Bennett, Hank Marvin, John Rostill, Bruce Welch | 2:43  |
| 20. | The Day I Met Marie                  | Hank Marvin                                           | 2:16  |
| 21. | Power To All Our Friends             | Guy Fletcher, Doug Flett                              | 3:02  |
| 22. | Miss You Nights                      | David Townsend                                        | 3:57  |
| 23. | Devil Woman                          | Terry Britten, Al Hodgson                             | 3:35  |
| 24. | My Kinda Life                        | East                                                  | 3:46  |
| 25. | We Don't Talk Any More               | Alan Tarney                                           | 4:13  |
| 26. | Carrie                               | Terry Britten, Macleod Robertson                      | 3:45  |
| 27. | Dreamin'                             | Leo Sayer, Alan Tarney                                | 3:37  |

| #   | Cím                         | Szövegíró                                   | Hossz |
| --- | --------------------------- | ------------------------------------------- | ----- |
| 1.  | Wired for Sound             | Macleod Robertson, Alan Tarney              | 3:39  |
| 2.  | Daddy's Home                | William Miller, James Sheppard              | 3:00  |
| 3.  | The Only Way Out            | Craig Pruess                                | 3:24  |
| 4.  | True Love Ways              | Buddy Holly, Norman Petty                   | 3:17  |
| 5.  | Please Don't Fall In Love   | Mike Batt                                   | 3:13  |
| 6.  | She's So Beautiful          | Oli Poulsen                                 | 4:13  |
| 7.  | My Pretty One               | Alan Tarney                                 | 3:58  |
| 8.  | Some People                 | Alan Tarney                                 | 3:50  |
| 9.  | Mistletoe and Wine          | Jeremy Paul, Leslie Stewart, Keith Strachan | 3:54  |
| 10. | The Best of Me              | David Foster, Jeremy Lubbock, Richard Marx  | 4:11  |
| 11. | I Just Don't Have the Heart | Matt Aitken, Mike Stock, Pete Waterman      | 3:25  |
| 12. | Silhouettes                 | Bob Crewe, Frank Slay                       | 3:05  |
| 13. | From a Distance             | Julie Gold                                  | 4:45  |
| 14. | Saviour's Day               | Chris Eaton                                 | 4:53  |
| 15. | I Still Believe in You      | Dean Pitchford, David Pomeranz              | 3:44  |
| 16. | Peace in Our Time           | Andy Hill, Pete Sinfield                    | 5:05  |
| 17. | Be with Me Always           | John Farrar, Tim Rice                       | 5:07  |
| 18. | Can't Keep This Feeling In  | Dennis Lambert, Arnie Roman, Steve Skinner  | 3:49  |
| 19. | The Millennium Prayer       | tradicionális                               | 4:40  |